# Захарята
Захаря́та (рос. Захарята, марій. Захарята) — присілок у складі Совєтського району Марій Ел, Росія. Входить до складу Вятського сільського поселення.

## Населення
Населення — 78 осіб (2010; 114 у 2002).
Національний склад (станом на 2002 рік):
- марі — 54 %
- росіяни — 46 %